# Collegio uninominale Emilia-Romagna - 02 (Senato della Repubblica 2017)
Il collegio elettorale uninominale Emilia-Romagna - 02 è stato un collegio elettorale uninominale della Repubblica Italiana per l'elezione del Senato tra il 2017 ed il 2022.

## Territorio
Come previsto dalla legge elettorale italiana del 2017, il collegio era stato definito tramite decreto legislativo all'interno della circoscrizione Emilia-Romagna.
Era formato dal territorio di 24 comuni: Alfonsine, Bagnacavallo, Bagnara di Romagna, Bertinoro, Brisighella, Casola Valsenio, Castel Bolognese, Cervia, Conselice, Cotignola, Faenza, Forlì, Forlimpopoli, Fusignano, Lugo, Massa Lombarda, Meldola, Modigliana, Ravenna, Riolo Terme, Russi, Sant'Agata sul Santerno, Solarolo, Tredozio.
Il collegio era parte del collegio plurinominale Emilia-Romagna - 01.

## Eletti
| Elezione | Elezione | Senatore        | Partito             |
| -------- | -------- | --------------- | ------------------- |
|          | 2018     | Stefano Collina | Partito Democratico |

## Dati elettorali

### XVIII legislatura
Come previsto dalla legge elettorale, 116 senatori erano eletti con sistema a maggioranza relativa in altrettanti collegi uninominali a turno unico.
| Candidati              | Candidati                 | Voti    | %     | Liste                           | Voti    | %     |
| ---------------------- | ------------------------- | ------- | ----- | ------------------------------- | ------- | ----- |
|                        | Stefano Collina ✔️ Eletto | 96 576  | 32,54 | Partito Democratico             | 85 327  | 28,75 |
| +Europa                | Stefano Collina ✔️ Eletto | 96 576  | 32,54 | 7 600                           | 2,56    |       |
| Italia Europa Insieme  | Stefano Collina ✔️ Eletto | 96 576  | 32,54 | 2 264                           | 0,76    |       |
| Civica Popolare        | Stefano Collina ✔️ Eletto | 96 576  | 32,54 | 1 385                           | 0,47    |       |
|                        | Massimiliano Alberghini   | 92 697  | 31,24 | Lega                            | 53 467  | 18,02 |
| Forza Italia           | Massimiliano Alberghini   | 92 697  | 31,24 | 28 414                          | 9,57    |       |
| Fratelli d'Italia      | Massimiliano Alberghini   | 92 697  | 31,24 | 8 878                           | 2,99    |       |
| Noi con l'Italia - UDC | Massimiliano Alberghini   | 92 697  | 31,24 | 1 938                           | 0,65    |       |
|                        | Alessandro Ruffilli       | 79 698  | 26,86 | Movimento 5 Stelle              | 79 698  | 26,86 |
|                        | Alessandra Govoni         | 13 042  | 4,39  | Liberi e Uguali                 | 13 042  | 4,39  |
|                        | Franca Olivieri           | 3 092   | 1,04  | Partito Comunista               | 3 092   | 1,04  |
|                        | Gian Paolo Babini         | 2 704   | 0,91  | Il Popolo della Famiglia        | 2 704   | 0,91  |
|                        | Paolo Viglianti           | 2 520   | 0,85  | Potere al Popolo!               | 2 520   | 0,85  |
|                        | Luisa Babini              | 2 394   | 0,81  | PRI - ALA                       | 2 394   | 0,81  |
|                        | Mirco Santarelli          | 1 594   | 0,54  | Italia agli Italiani            | 1 594   | 0,54  |
|                        | Irma Pennucci             | 1 466   | 0,49  | CasaPound                       | 1 466   | 0,49  |
|                        | Milena Gianessi           | 508     | 0,17  | Per una Sinistra Rivoluzionaria | 508     | 0,17  |
|                        | Sabrina Fraccaro          | 473     | 0,16  | Destre Unite - Forconi          | 473     | 0,16  |
| Totale                 | Totale                    | 296 764 | 100   |                                 | 296 764 | 100   |
|                        |                           |         |       |                                 |         |       |
| Voti non validi        | Voti non validi           | 7 349   | 2,42  |                                 |         |       |
| Votanti                | Votanti                   | 304 113 | 78,93 |                                 |         |       |
| Elettori               | Elettori                  | 385 308 |       |                                 |         |       |